# Sojuz TMA-03M
Sojuz TMA-03M byla ruská kosmická loď řady Sojuz, která 21. prosince 2011 odstartovala z kosmodromu Bajkonur k Mezinárodní vesmírné stanici (ISS). Dopravila tam tři členy Expedice 30, André Kuiperse a Olega Kononěnka s Donaldem Pettitem. Poté zůstala u ISS jako záchranná loď až do 1. července 2012, kdy se s ní stejná trojice kosmonautů vrátila na Zem.

## Posádka
- Oleg Kononěnko (2), velitel, RKK Eněrgija
- André Kuipers (2), palubní inženýr 1, ESA
- Donald Pettit (3), palubní inženýr 2, NASA

V závorkách je uveden dosavadní počet letů do vesmíru včetně této mise.

### Záložní posádka
- Jurij Malenčenko[2]
- Akihiko Hošide[2]
- Sunita Williamsová[2]

## Průběh letu
Start Sojuzu TMA-03M byl původně plánován na 25. listopadu 2011, ale po zničení Progressu M-12M při neúspěšném vzletu 24. srpna 2011 byl odložen na 20. a pak na 21. prosince 2011.
Start se uskutečnil 21. prosince 2011 ve 13:16:14 UTC z kosmodromu Bajkonur. Ve 13:25 UTC se kosmická loď dostala na výchozí oběžnou dráhu ve výšce 230x190 km. Postupnými manévry se oběžná dráha zvyšovala a za dva dny po startu se loď dostala k Mezinárodní vesmírné stanici (ISS). Ke spojení obou těles došlo 23. prosince 2011 v 15:19:14 UTC, kdy se Sojuz TMA-03M v automatickém režimu připojil k ISS k modulu Rassvet.
O šest měsíců později se kosmonauti vrátili do Sojuzu, 1. července 2012 se v 04:47:43 UTC odpojili od stanice a týž den v 08:14:34 UTC přistáli v kazašské stepi 148 km jihovýchodně od Džezkazganu.